# Pierre de Craon

O Brasão de Pierre de Craon

Pierre de Craon (c. 1345 - c. 1409), conhecido como "le Grand", foi um aristocrata medieval francês notório por seu temperamento desenfreado, culminando em uma tentativa de assassinato de Olivier de Clisson, Condestável da França. Os eventos que se seguiram ao ataque levaram ao colapso mental do rei Carlos VI de França, inaugurando um longo período de instabilidade política no país.

## Início de vida
Craon herdou considerável riqueza de seu pai, Guillaume I de Craon. Detinha os títulos de Senhor de La Ferté-Bernard e Sablé.
Estava envolvido na expedição de Luís I, Duque de Anjou para conquistar o reino de Nápoles, recebeu dinheiro para financiar a expedição, mas ele mesmo manteve os fundos e passou seu tempo na devassidão em Veneza. Foi culpado pela morte prematura de Luís e pelo colapso da expedição. Em seu retorno a Paris, foi publicamente repreendido pelo irmão do Duque de Anjou, João de Berry. No entanto, a riqueza o protegeu.

## Ataque a Clisson

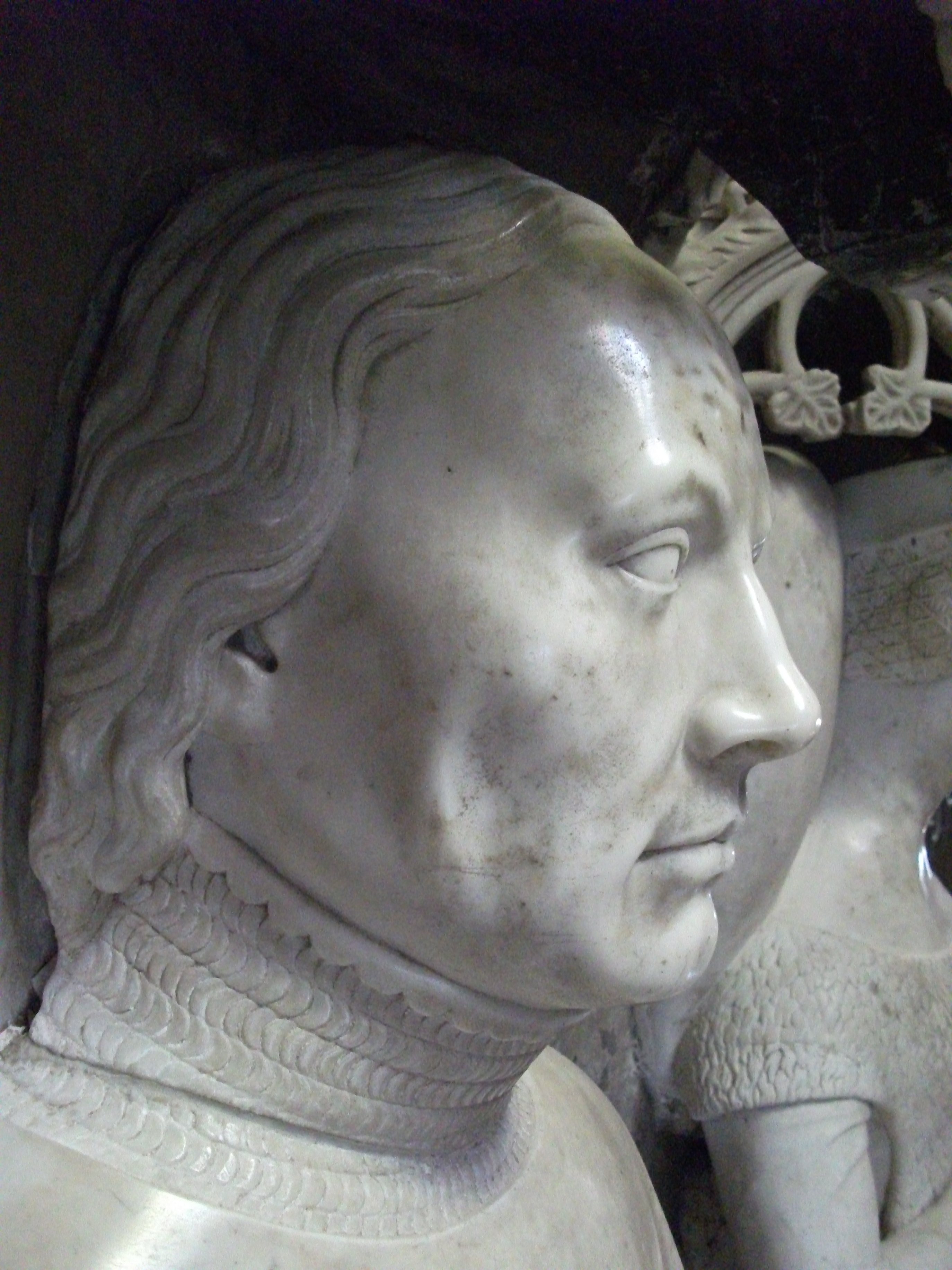
Olivier de Clisson retratado em seu túmulo, Basílica de Nossa Senhora de Roncier, Josselin, Bretanha, França

Em 1391, Craon foi abruptamente expulso da corte em Paris, por razões desconhecidas. Ele culpou de Clisson, encorajado por seu inimigo, João V, Duque da Bretanha. Após um período na Bretanha, retornou a Paris em segredo e planejou assassinar Clisson. Atacou o Condestável da França numa rua estreita. Seus servos desarmados fugiram, mas ele foi salvo da morte pelo casaco de cota de malha e conseguiu sacar sua espada e afastar seus atacantes. Na luta, ele caiu de seu cavalo e foi derrubado contra a porta de uma padaria. Acreditando que ele estava morto, Craon fugiu de Paris para a Bretanha.
Na verdade, Clisson estava apenas superficialmente ferido. No rescaldo do ataque, vários servos de Craon em Paris foram presos e executados por ajudá-lo. Sua propriedade foi tomada e seu castelo em Porchefontaine, perto de Versalhes, foi destruído. João V se recusou a entregar Craon ao rei, então Carlos VI e o Condestável marcharam na Bretanha, apenas para o rei ter um colapso mental durante a expedição, matando vários de seus próprios soldados num ataque perturbado. Os inimigos de Clisson na corte culparam-no por provocar o desastre e instauraram um processo contra ele. O próprio Clisson então fugiu para Bretanha, para se tornar um aliado vitalício de seu velho inimigo, João IV.

## Exílio e retorno
Craon foi forçado a se mudar de um lugar para outro, finalmente buscando refúgio com Ricardo II de Inglaterra, que lhe concedeu uma pensão. Quando a ameaça de acusação pelo ataque a Clisson foi levantada, Craon retornou à França; no entanto, seus inimigos instituíram medidas legais para recuperar o dinheiro que Craon desviou de Luís I, Duque de Anjou. Foi preso no Louvre, mas logo foi libertado após intervenções da rainha da Inglaterra e da duquesa de Borgonha. Um acordo foi feito sobre o dinheiro e Craon fez penitência por seus crimes. Num movimento sem precedentes, foi feito confessor de alguns monges que haviam sido condenados por enfeitiçar o rei. Ergueu uma cruz carregando seu brasão na forca de Paris, na qual os criminosos podiam confessar antes de sua execução. Também doou dinheiro aos franciscanos conventuais, dedicando-os a atos de misericórdia.
A data de sua morte não é conhecida. Seu filho Antoine de Craon estava implicado no assassinato de Luís, Duque de Orleães e foi morto na Batalha de Azincourt em 1415.